# James Lamy
James Ernest Lamy (Saranac Lake, 30 de mayo de 1928-Corning, 30 de mayo de 1992) fue un deportista estadounidense que compitió en bobsleigh. Participó en dos Juegos Olímpicos de Invierno en los años 1956 y 1964, obteniendo una medalla de bronce en Cortina d'Ampezzo 1956 en la prueba cuádruple.

## Palmarés internacional
| Juegos Olímpicos | Juegos Olímpicos           | Juegos Olímpicos  | Juegos Olímpicos |
| Año              | Lugar                      | Medalla           | Prueba           |
| ---------------- | -------------------------- | ----------------- | ---------------- |
| 1956             | Cortina d'Ampezzo (Italia) | Medalla de bronce | Cuádruple        |